# Lista över fornlämningar i Mölndals kommun
Lista över fornlämningar i Mölndals kommun är en förteckning av ett urval av de fornlämningar som finns i Mölndals kommun.

## Kållered
| Namn                           | Lämningstyp    | Tillkomsttid | Historisk indelning     | Plats | Läge                 | ID-nr          | Bild                                 |
| ------------------------------ | -------------- | ------------ | ----------------------- | ----- | -------------------- | -------------- | ------------------------------------ |
| Kållered 1:1                   | Stensättning   |              | Kållered, Västergötland |       | 57.604023, 12.075089 | 10156500010001 | Ladda upp en bild av detta fornminne |
| Kållered 1:3                   | Stensättning   |              | Kållered, Västergötland |       | 57.603752, 12.075621 | 10156500010003 | Ladda upp en bild av detta fornminne |
| Allmänna bröcka (Kållered 2:1) | Stensättning   |              | Kållered, Västergötland |       | 57.598360, 12.086074 | 10156500020001 | Ladda upp en bild av detta fornminne |
| Kållered 8:1                   | Stenkrets      |              | Kållered, Västergötland |       | 57.621420, 12.083605 | 10156500080001 | Ladda upp en bild av detta fornminne |
| Kållered 10:1                  | Stensättning   |              | Kållered, Västergötland |       | 57.605099, 12.056421 | 10156500100001 | Ladda upp en bild av detta fornminne |
| Kållered 10:2                  | Stensättning   |              | Kållered, Västergötland |       | 57.604693, 12.056935 | 10156500100002 | Ladda upp en bild av detta fornminne |
| Kållered 11:1                  | Stenkammargrav |              | Kållered, Västergötland |       | 57.622248, 12.057686 | 10156500110001 | Ladda upp en bild av detta fornminne |
| Kållered 14:1                  | Stensättning   |              | Kållered, Västergötland |       | 57.593312, 12.057626 | 10156500140001 | Ladda upp en bild av detta fornminne |
| Kållered 25:1                  | Stensättning   |              | Kållered, Västergötland |       | 57.605121, 12.034312 | 10156500250001 | Ladda upp en bild av detta fornminne |
| Borgerås (Kållered 27:1)       | Fornborg       |              | Kållered, Västergötland |       | 57.593149, 12.056164 | 10156500270001 | Ladda upp en bild av detta fornminne |
| Kållered 44:1                  | Hällristning   |              | Kållered, Västergötland |       | 57.607070, 12.024793 | 10156500440001 | Ladda upp en bild av detta fornminne |
| Kållered 78:1                  | Stensättning   |              | Kållered, Västergötland |       | 57.590681, 12.014591 | 10156500780001 | Ladda upp en bild av detta fornminne |

## Lindome
| Namn                     | Lämningstyp    | Tillkomsttid | Historisk indelning | Plats | Läge                 | ID-nr          | Bild                                      |
| ------------------------ | -------------- | ------------ | ------------------- | ----- | -------------------- | -------------- | ----------------------------------------- |
| Borrås (Lindome 1:1)     | Fornborg       |              | Lindome, Halland    |       | 57.562510, 12.070241 | 10156900010001 | Ladda upp en bild av detta fornminne      |
| Lindome 3:1              | Stensättning   |              | Lindome, Halland    |       | 57.583068, 12.055915 | 10156900030001 | Ladda upp en bild av detta fornminne      |
| Lindome 4:1              | Stenkammargrav |              | Lindome, Halland    |       | 57.587054, 12.060326 | 10156900040001 | Ladda upp en bild av detta fornminne      |
| Lindome 5:1              | Stensättning   |              | Lindome, Halland    |       | 57.584545, 12.057726 | 10156900050001 | Ladda upp en bild av detta fornminne      |
| Lindome 9:1              | Hög            |              | Lindome, Halland    |       | 57.586303, 12.062133 | 10156900090001 | Ladda upp en bild av detta fornminne      |
| Lindome 11:1             | Gravfält       |              | Lindome, Halland    |       | 57.585503, 12.059930 | 10156900110001 | Ladda upp en bild av detta fornminne      |
| Lindome 12:1             | Gravfält       |              | Lindome, Halland    |       | 57.585382, 12.057734 | 10156900120001 | Ladda upp en bild av detta fornminne      |
| Lindome 14:1             | Stensättning   |              | Lindome, Halland    |       | 57.571081, 12.097530 | 10156900140001 | Ladda upp en bild av detta fornminne      |
| Lindome 15:1             | Röse           |              | Lindome, Halland    |       | 57.566638, 12.097812 | 10156900150001 | Ladda upp en bild av detta fornminne      |
| Drottehög (Lindome 16:1) | Hög            |              | Lindome, Halland    |       | 57.579763, 12.102316 | 10156900160001 | Ladda upp en bild av detta fornminne      |
| Lindome 23:1             | Hög            |              | Lindome, Halland    |       | 57.579353, 12.107285 | 10156900230001 | Ladda upp en bild av detta fornminne      |
| Lindome 24:1             | Stensättning   |              | Lindome, Halland    |       | 57.573726, 12.115655 | 10156900240001 | Ladda upp en bild av detta fornminne      |
| Lindome 27:1             | Stensättning   |              | Lindome, Halland    |       | 57.581782, 12.119314 | 10156900270001 | Ladda upp en bild av detta fornminne      |
| Lindome 28:1             | Stensättning   |              | Lindome, Halland    |       | 57.578696, 12.121487 | 10156900280001 | Ladda upp en bild av detta fornminne      |
| Lindome 29:1             | Stenkammargrav |              | Lindome, Halland    |       | 57.590802, 12.140646 | 10156900290001 | Ladda upp en bild av detta fornminne      |
| Lindome 31:1             | Stensättning   |              | Lindome, Halland    |       | 57.580214, 12.051814 | 10156900310001 | Ladda upp en bild av detta fornminne      |
| Lindome 33:1             | Röse           |              | Lindome, Halland    |       | 57.590000, 12.141336 | 10156900330001 | Ladda upp en bild av detta fornminne      |
| Lindome 35:1             | Stensättning   |              | Lindome, Halland    |       | 57.591146, 12.146495 | 10156900350001 | Ladda upp en bild av detta fornminne      |
| Börsås (Lindome 39:1)    | Fornborg       |              | Lindome, Halland    |       | 57.605849, 12.184423 | 10156900390001 | Ladda upp en bild av detta fornminne      |
| Dvärgehus (Lindome 40:1) | Stenkammargrav |              | Lindome, Halland    |       | 57.601491, 12.109733 | 10156900400001 | Ladda upp en till bild av detta fornminne |
| Lindome 41:1             | Stensättning   |              | Lindome, Halland    |       | 57.596553, 12.130435 | 10156900410001 | Ladda upp en bild av detta fornminne      |
| Lindome 47:1             | Stensättning   |              | Lindome, Halland    |       | 57.597439, 12.180909 | 10156900470001 | Ladda upp en bild av detta fornminne      |
| Lindome 47:2             | Stenkrets      |              | Lindome, Halland    |       | 57.597595, 12.181025 | 10156900470002 | Ladda upp en bild av detta fornminne      |
| Lindome 47:3             | Stensättning   |              | Lindome, Halland    |       | 57.597560, 12.180761 | 10156900470003 | Ladda upp en bild av detta fornminne      |
| Lindome 51:1             | Stenkammargrav |              | Lindome, Halland    |       | 57.608729, 12.106197 | 10156900510001 | Ladda upp en bild av detta fornminne      |
| Lindome 52:1             | Stensättning   |              | Lindome, Halland    |       | 57.586129, 12.097641 | 10156900520001 | Ladda upp en till bild av detta fornminne |
| Lindome 58:1             | Röse           |              | Lindome, Halland    |       | 57.580369, 12.083466 | 10156900580001 | Ladda upp en bild av detta fornminne      |
| Lindome 59:1             | Röse           |              | Lindome, Halland    |       | 57.583938, 12.082371 | 10156900590001 | Ladda upp en bild av detta fornminne      |
| Lindome 60:1             | Röse           |              | Lindome, Halland    |       | 57.583714, 12.078431 | 10156900600001 | Ladda upp en bild av detta fornminne      |
| Lindome 61:1             | Röse           |              | Lindome, Halland    |       | 57.589780, 12.076491 | 10156900610001 | Ladda upp en bild av detta fornminne      |
| Lindome 61:2             | Stensättning   |              | Lindome, Halland    |       | 57.589962, 12.076287 | 10156900610002 | Ladda upp en bild av detta fornminne      |
| Lindome 62:1             | Stensättning   |              | Lindome, Halland    |       | 57.587558, 12.097351 | 10156900620001 | Ladda upp en till bild av detta fornminne |
| Lindome 62:2             | Stenkrets      |              | Lindome, Halland    |       | 57.587768, 12.096893 | 10156900620002 | Ladda upp en till bild av detta fornminne |
| Lindome 63:1             | Stensättning   |              | Lindome, Halland    |       | 57.586776, 12.097922 | 10156900630001 | Ladda upp en till bild av detta fornminne |
| Lindome 67:1             | Stensättning   |              | Lindome, Halland    |       | 57.571033, 12.075739 | 10156900670001 | Ladda upp en bild av detta fornminne      |
| Lindome 70:1             | Stensättning   |              | Lindome, Halland    |       | 57.598423, 12.185136 | 10156900700001 | Ladda upp en bild av detta fornminne      |
| Lindome 216:1            | Stensättning   |              | Lindome, Halland    |       | 57.589029, 12.075770 | 10156902160001 | Ladda upp en bild av detta fornminne      |
| Lindome 258:1            | Stensättning   |              | Lindome, Halland    |       | 57.599943, 12.113368 | 10156902580001 | Ladda upp en bild av detta fornminne      |
| Lindome 267:1            | Stensättning   |              | Lindome, Halland    |       | 57.607637, 12.176090 | 10156902670001 | Ladda upp en bild av detta fornminne      |
| Lindome 298:1            | Hällristning   |              | Lindome, Halland    |       | 57.578725, 12.079406 | 10156902980001 | Ladda upp en bild av detta fornminne      |
| Lindome 320:1            | Hällristning   |              | Lindome, Halland    |       | 57.580629, 12.105398 | 10156903200001 | Ladda upp en bild av detta fornminne      |
| Lindome 320:2            | Hällristning   |              | Lindome, Halland    |       | 57.580619, 12.105379 | 10156903200002 | Ladda upp en bild av detta fornminne      |
| Lindome 320:3            | Hällristning   |              | Lindome, Halland    |       | 57.580550, 12.105151 | 10156903200003 | Ladda upp en bild av detta fornminne      |
| Lindome 320:4            | Hällristning   |              | Lindome, Halland    |       | 57.580736, 12.104804 | 10156903200004 | Ladda upp en bild av detta fornminne      |
| Lindome 320:6            | Hällristning   |              | Lindome, Halland    |       | 57.580611, 12.105389 | 10156903200006 | Ladda upp en bild av detta fornminne      |
| Lindome 353:1            | Stenkammargrav |              | Lindome, Halland    |       | 57.610019, 12.154530 | 10156903530001 | Ladda upp en bild av detta fornminne      |
| Lindome 354:1            | Hällristning   |              | Lindome, Halland    |       | 57.572570, 12.049178 | 10156903540001 | Ladda upp en bild av detta fornminne      |
| Lindome 357:1            | Gravfält       |              | Lindome, Halland    |       | 57.600350, 12.090776 | 10156903570001 | Ladda upp en bild av detta fornminne      |
| Lindome 359              | Stensättning   |              | Lindome, Halland    |       | 57.571830, 12.049149 | 12000000035233 | Ladda upp en bild av detta fornminne      |

## Mölndal
| Namn                                  | Lämningstyp    | Tillkomsttid | Historisk indelning    | Plats | Läge                 | ID-nr          | Bild                                      |
| ------------------------------------- | -------------- | ------------ | ---------------------- | ----- | -------------------- | -------------- | ----------------------------------------- |
| Mölndal 1:1                           | Stensättning   |              | Mölndal, Västergötland |       | 57.658790, 11.968584 | 10158200010001 | Ladda upp en bild av detta fornminne      |
| Mölndal 2:1                           | Röse           |              | Mölndal, Västergötland |       | 57.657303, 11.973575 | 10158200020001 | Ladda upp en bild av detta fornminne      |
| Mölndal 2:2                           | Röse           |              | Mölndal, Västergötland |       | 57.657173, 11.973707 | 10158200020002 | Ladda upp en bild av detta fornminne      |
| Valåsen (på åsen) (Mölndal 3:1)       | Röse           |              | Mölndal, Västergötland |       | 57.655463, 11.973912 | 10158200030001 | Ladda upp en till bild av detta fornminne |
| Valåsen (på åsen) (Mölndal 3:2)       | Stensättning   |              | Mölndal, Västergötland |       | 57.655170, 11.974011 | 10158200030002 | Ladda upp en bild av detta fornminne      |
| Valåsen (på åsen) (Mölndal 3:3)       | Stensättning   |              | Mölndal, Västergötland |       | 57.655271, 11.973782 | 10158200030003 | Ladda upp en bild av detta fornminne      |
| Mölndal 7:1                           | Hög            |              | Mölndal, Västergötland |       | 57.657542, 11.960892 | 10158200070001 | Ladda upp en bild av detta fornminne      |
| Mölndal 7:2                           | Stensättning   |              | Mölndal, Västergötland |       | 57.657654, 11.960745 | 10158200070002 | Ladda upp en bild av detta fornminne      |
| Mölndal 8:1                           | Stensättning   |              | Mölndal, Västergötland |       | 57.655997, 11.957190 | 10158200080001 | Ladda upp en bild av detta fornminne      |
| Mölndal 9:1                           | Röse           |              | Mölndal, Västergötland |       | 57.661234, 11.952336 | 10158200090001 | Ladda upp en till bild av detta fornminne |
| Mölndal 10:1                          | Stensättning   |              | Mölndal, Västergötland |       | 57.654070, 11.981893 | 10158200100001 | Ladda upp en bild av detta fornminne      |
| Mölndal 11:1                          | Hällristning   |              | Mölndal, Västergötland |       | 57.656051, 11.973445 | 10158200110001 | Ladda upp en bild av detta fornminne      |
| Mölndal 12:1                          | Röse           |              | Mölndal, Västergötland |       | 57.661862, 11.976562 | 10158200120001 | Ladda upp en bild av detta fornminne      |
| Mölndal 13:1                          | Röse           |              | Mölndal, Västergötland |       | 57.664620, 11.975135 | 10158200130001 | Ladda upp en till bild av detta fornminne |
| Mölndal 13:2                          | Stensättning   |              | Mölndal, Västergötland |       | 57.664500, 11.975031 | 10158200130002 | Ladda upp en bild av detta fornminne      |
| Mölndal 14:1                          | Röse           |              | Mölndal, Västergötland |       | 57.660887, 11.985002 | 10158200140001 | Ladda upp en bild av detta fornminne      |
| Mölndal 15:1                          | Stensättning   |              | Mölndal, Västergötland |       | 57.665269, 11.977781 | 10158200150001 | Ladda upp en bild av detta fornminne      |
| Mölndal 16:1                          | Röse           |              | Mölndal, Västergötland |       | 57.666394, 12.002558 | 10158200160001 | Ladda upp en till bild av detta fornminne |
| Mölndal 17:1                          | Stenkammargrav |              | Mölndal, Västergötland |       | 57.666826, 11.999979 | 10158200170001 | Ladda upp en till bild av detta fornminne |
| Safjället (Mölndal 18:1)              | Fornborg       |              | Mölndal, Västergötland |       | 57.668427, 11.991416 | 10158200180001 | Ladda upp en bild av detta fornminne      |
| Mölndal 19:1                          | Stensättning   |              | Mölndal, Västergötland |       | 57.668889, 11.994710 | 10158200190001 | Ladda upp en bild av detta fornminne      |
| Mölndal 20:1                          | Röse           |              | Mölndal, Västergötland |       | 57.664873, 12.005927 | 10158200200001 | Ladda upp en bild av detta fornminne      |
| Mölndal 21:1                          | Minnesmärke    |              | Mölndal, Västergötland |       | 57.653397, 11.983928 | 10158200210001 | Ladda upp en till bild av detta fornminne |
| Åby (Mölndal 22:1)                    | Stenkammargrav |              | Mölndal, Västergötland |       | 57.665413, 12.000184 | 10158200220001 | Ladda upp en bild av detta fornminne      |
| Mölndal 23:1                          | Stensättning   |              | Mölndal, Västergötland |       | 57.665028, 12.001684 | 10158200230001 | Ladda upp en bild av detta fornminne      |
| Åby (Mölndal 24:1)                    | Stensättning   |              | Mölndal, Västergötland |       | 57.664199, 12.003049 | 10158200240001 | Ladda upp en bild av detta fornminne      |
| Mölndal 33:1                          | Stenkammargrav |              | Mölndal, Västergötland |       | 57.628255, 12.011305 | 10158200330001 | Ladda upp en bild av detta fornminne      |
| Mölndal 34:2                          | Stensättning   |              | Mölndal, Västergötland |       | 57.631196, 12.016614 | 10158200340002 | Ladda upp en bild av detta fornminne      |
| Mölndal 39:1                          | Stensättning   |              | Mölndal, Västergötland |       | 57.643583, 12.037288 | 10158200390001 | Ladda upp en bild av detta fornminne      |
| Mölndal 40:1                          | Stensättning   |              | Mölndal, Västergötland |       | 57.644672, 12.037389 | 10158200400001 | Ladda upp en bild av detta fornminne      |
| Mölndal 41:1                          | Röse           |              | Mölndal, Västergötland |       | 57.648959, 12.039223 | 10158200410001 | Ladda upp en till bild av detta fornminne |
| Mölndal 42:1                          | Stensättning   |              | Mölndal, Västergötland |       | 57.647702, 12.039253 | 10158200420001 | Ladda upp en bild av detta fornminne      |
| Mölndal 43:1                          | Röse           |              | Mölndal, Västergötland |       | 57.645931, 12.043204 | 10158200430001 | Ladda upp en till bild av detta fornminne |
| Mölndal 45:1                          | Stensättning   |              | Mölndal, Västergötland |       | 57.627307, 12.063603 | 10158200450001 | Ladda upp en bild av detta fornminne      |
| Mölndal 46:1                          | Röse           |              | Mölndal, Västergötland |       | 57.639749, 12.050455 | 10158200460001 | Ladda upp en bild av detta fornminne      |
| Mölndal 47:1                          | Stensättning   |              | Mölndal, Västergötland |       | 57.652339, 12.032167 | 10158200470001 | Ladda upp en bild av detta fornminne      |
| Mölndal 48:1                          | Stensättning   |              | Mölndal, Västergötland |       | 57.657734, 12.025665 | 10158200480001 | Ladda upp en bild av detta fornminne      |
| Mölndal 49:1                          | Gravfält       |              | Mölndal, Västergötland |       | 57.663936, 12.019102 | 10158200490001 | Ladda upp en bild av detta fornminne      |
| Rallareberget (berget) (Mölndal 51:1) | Fornborg       |              | Mölndal, Västergötland |       | 57.669818, 12.022987 | 10158200510001 | Ladda upp en bild av detta fornminne      |
| Rallareberget (berget) (Mölndal 51:2) | Stensättning   |              | Mölndal, Västergötland |       | 57.670090, 12.021822 | 10158200510002 | Ladda upp en bild av detta fornminne      |
| Rallareberget (berget) (Mölndal 51:3) | Stensättning   |              | Mölndal, Västergötland |       | 57.670185, 12.022040 | 10158200510003 | Ladda upp en bild av detta fornminne      |
| Mölndal 52:1                          | Stensättning   |              | Mölndal, Västergötland |       | 57.673089, 12.017996 | 10158200520001 | Ladda upp en bild av detta fornminne      |
| Mölndal 57:1                          | Stensättning   |              | Mölndal, Västergötland |       | 57.674151, 12.034356 | 10158200570001 | Ladda upp en bild av detta fornminne      |
| Mölndal 60:1                          | Stensättning   |              | Mölndal, Västergötland |       | 57.643003, 12.039117 | 10158200600001 | Ladda upp en bild av detta fornminne      |
| Mölndal 63:1                          | Stensättning   |              | Mölndal, Västergötland |       | 57.654867, 11.981822 | 10158200630001 | Ladda upp en bild av detta fornminne      |
| Mölndal 63:2                          | Stensättning   |              | Mölndal, Västergötland |       | 57.655116, 11.981728 | 10158200630002 | Ladda upp en bild av detta fornminne      |
| Mölndal 148:1                         | Stensättning   |              | Mölndal, Västergötland |       | 57.669244, 11.964309 | 10158201480001 | Ladda upp en bild av detta fornminne      |